# Leonardo Da Vinci (земснаряд)
Leonardo Da Vinci – потужний фрезерний земснаряд (cutter suction dredger).

## Характеристики
Судно спорудили на замовлення відомої бельгійської компанії Jan De Nul у 2011 році на нідерландській верфі IHC Dredgers (IHC Smit Kinderdijk) у Кіндердейку. Судно, назване на честь видатного італійського вченого, було найпотужнішим серед фрезерних земснарядів аж до появи на початку 2000-х J.F.J. De Nul.
Силова установка, яка має загальну потужність 20,3 МВт, включає три головні двигуни Deutz MWM.
Пересування до місця виконання робіт здійснюється зі швидкістю до 11,3 вузла, що забезпечується приводом із двох моторів по 2,7 МВт (судно відноситься до дизель-електроходів).
Земснаряд призначений для робіт на глибинах до 33,4 метра. Привід його фрези має потужність 5,5 МВт, а для видалення розрихленого нею ґрунту використовується занурений насос потужністю 2,7 МВт та розміщені на борту два насоси по 4,5 МВт. Вибірка та вивантаження ґрунту відбувається за допомогою труб діаметром по 0,9 метра.
На борту забезпечується проживання 41 особи.

## Завдання судна
У другій половині 1980-х судно (разом із землесосним снарядом Rupel) провадило роботи зі створення портової інфраструктури заводу із зрідження природного газу Норз-вест шельф ЗПГ (північно-західне узбережжя Австралії).
В 1990-х роках Leonardo Da Vinci, зокрема, взяв участь у:
- розширенні північноіспанського порту Сантандер, розташованого на узбережжі Біскайської затоки у регіоні Кантабрія (проект виконувався Jan de Nul в 1991-1992 роках, а окрім фрезерного земснаряду також залучали землесосні Vasco da Gama і Amerigo Vespucci);
- облаштування переходу через навігаційний канал Scheur газопроводу Zeepipe (до цієї роботи також залучили інший фрезерний земснаряд "Vlanderen XIX");
- спорудженні на узбережжі Аравійського моря пакистанської військово-морської бази Ормара (Jan de Nul реалізовувала проект у 1993-1996 роках, залучивши до нього також землесосний снаряд Sanderus);
- спорудженні Мосту Великий Бельт, який сполучає данські острови Зеландія та Фюн (введений в експлуатацію у 1997 році);
- поглибленні акваторії та розширенні підхідного каналу терміналу Паркер-Поінт у порту Дампір, розташованому на північно-західному узбережжі Австралії. Роботи, що стартували у квітні 1998-го, замовила компанія  Hamersley Iron, а разом із земснарядом працювали грунтовідвізні шаланди "Magellano" та "Verrazzano".
В 2002-му Leonardo Da Vinci (разом із землесосом Cristoforo Columbo) виконав завдання у гавані ямайської столиці Кінгстону. Тут треба було довести глибини до 13 метрів та намити 30 гектарів землі, що потребувало вилучення 4,5 млн м3 ґрунту.
Із Ямайки земснаряд прибув до Джералдтону на західному узбережжі Австралії, де запланували поглиблення портової акваторії та модернізацію трьох із шести причалів. Це повинно було дозволити завантажувати судна класу Handymax та частково (до 62 тисяч тонн) вантажити клас Panamax. Реалізація проекту дозволила повернути до Джералдтону вантажопотік залізної руди, котра станом на початок 2010-х є головним товаром цього порту – понад 10 млн тонн на рік, що вчетверо більше за наступну товарну позицію. Leonardo Da Vinci працював у Джералдтоні до жовтня 2003-го (тоді як землесосні снаряди Nina та Pinta затримались тут надовше).
Невдовзі земснаряд опинився у Перській затоці біля узбережжя Об’єднаних Арабських Еміратів. Тут Jan De Nul виграла підряд на намив територій для всесвітньо відомого штучного архіпелагу «Пальма Джебель-Алі», що потребувало переміщення 135 млн м3 ґрунту. Окрім численних землесосних снарядів (найбільшим з яких був Juan Sebastián de Elcano) тут працювало і кілька фрезерних – окрім Leonardo Da Vinci також Marco Polo та тільки що споруджений величезний J.F.J. De Nul.
Навесні 2005-го Leonardo Da Vinci був вже на Далеком Сході у водах Росії, де велись роботи за нафтовидобувним проектом Сахалін-1. Для Лунського та Пільтун-Астохського нафтогазоконденсатних родовищ в порту Восточний (бухта Врангеля, котра відноситься до затоки Находка Японського моря) спорудили дві бетонні основи платформ, які збирали у спеціально створеному сухому доці. По завершенні основ їх вивели із затопленого доку, при цьому для руйнування перемички залучили Leonardo Da Vinci та землесосний снаряд Gerardus Mercator. Також Leonardo Da Vinci епізодично залучали до прокладання траншеї, призначеної для трубопроводу довжиною 11 км від платформи родовища Чайво (основні роботи тут виконали землесосні снаряди Volvox Asia, Kaishuu та Amerigo Vespucci).
У липні 2006-го Leonardo Da Vinci прибув до північно-західного узбережжя Австралії, де компанія Fortescue запланувала розширення своєї інфраструктури із вивозу залізної руди у Порт-Гедленд (надпотужний вузол, котрий обслуговує родовища регіону Пілбара). Для будівництва двох нових причалів було необхідно вибрати біля 4,5 млн3 ґрунту, із чим земснаряд впорався до завершення весни 2007-го. Під час того ж візиту до Австралії Leonardo Da Vinci виконав ще два невеликі завдання – вилучив 0,17 млн м3 ґрунту у Юта-Поінт в інтересах Портової адміністрації Порт-Гедленду, а також підготував «карман» для розміщення плавучого доку у порту Фрімантл (західне узбережжя континенту біля Перту, в усті річки Свон), де знадобилось вибрати 0,1 млн м3.
За цим земснаряд відбув на Близький Схід, проте у липні 2008-го вирушив із Абу-Дабі у черговий вояж до Австралії. На цей раз його очікували роботи у тому ж Порт-Гедленд, тільки вже у інтересах гірничодобувної компанії BHP Billiton. Остання запланувала спорудження двох комплексів (по два причали у кожному) в Харрієт-Поінт та Нельсон-Поінт. Це потребувало вибірки 9,1 млн м3 та намиву 6,8 млн м3 ґрунту, а разом із Leonardo Da Vinci працювали ківшеві земснаряди Postnik Yakovlev та Mimar Sinan.
У лютому 2009 року Leonardo Da Vinci прибув до південного узбережжя континенту в Ботанічну затоку Тасманового моря (район Сіднея), де змінив малий земснаряд Nu Bounty, котрий розпочав роботу кількома місяцями раніше. Пізніше до нього приєднався фрезерний земснаряд Kaerius, а загальний об’єм ґрунту, який потрібно було вибрати до весни 2010-го, становив 8 млн м3.
В 2010-му судно залучили до ще одного австралійського проекту – створення портової інфраструктури заводу зі зрідження природного газу Плуто ЗПГ на північно-західному узбережжі континенту (тут також працював інший фрезерний земснаряд Phoenix).
Одним з наступних завдань для Leonardo Da Vinci стало спорудження порту Дукм в центральній частині східного узбережжя Оману (Аравійське море). Цей масштабний проект, розпочатий у 2008-му на позбавленому будь-якої інфраструктури пустельному узбережжі, потребував вилучення 62 млн м3 та намиву 12 млн м3 ґрунту, для чого використали більше десятка земснарядів, і в тому числі ще три фрезерних – J.F.J. De Nul, Fernão de Magalhães та Marco Polo. Порт почав перші операції в 2011-му, що втім не означало припинення робіт. При цьому осінню 2012-го портові потужності задіяли в операції з обслуговування двигунів Leonardo Da Vinci – всі три головні машини, котрі відпрацювали міжремонтний ресурс, знали з судна прямо у Дукмі та відправили до Абу-Дабі. В підсумку операція з їх відновлення зайняла лише 18 діб.
Далі земснаряд перейшов до західного узбережжя Африки, у Гвінейську затоку. Тут він провадив вибірку понад 5 млн м3 ґрунту, що повинно було довести до глибини у 16 метрів гавань порту Пуент-Нуар, котрий обслуговує майже весь зовнішньоторговельний оборот Конго. Роботи завершили у березні 2013-го.
У другій половині 2013-го судно опинилось в Обській губі Карського моря біля узбережжя півострова Ямал. Тут почались роботи зі спорудження порту Сабетта, що мав обслуговувати завод зі зрідження природного газу Ямал ЗПГ. Відправлена у цю належну до Північного Льодовитого океану акваторію експедиція із восьми земснарядів (окрім "Leonardo Da Vinci" ще один фрезерний "Niccolò Machiavelli" та землесосоні "Bartolomeu Diaz", "Francesco di Giorgio", "Al-Idrisi", "Amerigo Vespucci", "De Bougainville" та "Pinta") мала завдання за 10 тижнів провести вибірку 10 млн м3.
З грудня 2013 по весну 2014-го Leonardo Da Vinci знов працював біля атлантичного узбережжя Африки, де в порту сенегальської столиці Дакару він провадив поглиблення підхідного каналу та портової акваторії на два метри – до 13 метрів, що потребувало вилучення 0,7 млн м3 матеріалу. У червні 2014-го земснаряд перейшов на протилежний бік океану до канадського узбережжя. Тут на Ньюфаундленді його задіяли для робіт із розмивання зовнішньої стінки доку, де провадилось спорудження гігантської гравітаційної платформи для нафтового родовища Hebron. Це завдання було виконано до середини липня.
У тому ж 2014-му судно в порту Антверпену провело вилучення 1,3 млн м3 ґрунту із місця спорудження шлюзу для Deurganckdok. Останній відноситься до припливних доків, тобто має забезпечувати обробку вантажів із великих океанських суден, прийом та відправка яких відбувається під час високого рівня води. В часи відпливу підтримку рівня води в доці забезпечує спеціальний шлюз.
У лютому-березні 2015-го Leonardo Da Vinci (разом із ґрунтовідвізними шаландами Boussole і Astrolabe) провадив вибірку 0,6 млн м3 ґрунту біля кількох причалів порту Ітакі у місті Сан-Луїс - столиці бразильського штату Мараньян (північно-східне узбережжя країни).
За цим він прибув до Єгипту, де приєднався до великої (біля двох десятків) групи земснарядів, котрі до липня 2015-го завершили прокладання Нового Суецького каналу. Цей масштабний проект передбачав спорудження додаткової траси довжиною 35 км, глибиною 24 метра та шириною по дну 147 метрів, що потребувало виїмки майже двох сотень мілліонів кубічних метрів.
З вересня 2015-го та до липня 2016-го Leonardo Da Vinci проходив ремонт на верфі турецької групи Gemak у Тузлі (Стамбул). Роботи включали зняття та зворотний монтаж головного інструменту судна – фрези вагою 1200 тонн.
У середині 2016-го земснаряд залучили до робіт в єгипетській Александрії над розширенням порту Абу-Кір (замовниками виступали як цивільна Адміністрація Суецького каналу, так і військово-морські сили країни). Над цим проектом, котрий захопив також частину наступного року, окрім Leonardo Da Vinci працював інший фрезерний земснаряд Fernão de Magalhães та землесоси James Cook і Oranje.
Ще одним завданням 2017-го стали роботи біля західного узбережжя Африки, де у конголезькому Пуент-Нуарі Leonardo Da Vinci виконав роботи другої фази проекту Східного розширення порту.
Осінню 2017-го судно взялось за спорудження нового чорноморського порту Filyos, котрий знаходитиметься на узбережжі Туреччини на схід від Зонгулдаку. Тут для створення інфраструктури, розрахованої на перевалку 25 млн тонн вантажів на рік, необхідно було вибрати 22 млн м3 ґрунту, для чого окрім фрезерного залучили також землесосні снаряди Idrisi та Francesco Di Giorgio. Що стосується Leonardo Da Vinci, то він виконував роботи за проектом щонайменше до жовтня 2018-го.
У кінці травня 2019-го земснаряд знову прибув до узбережжя Західної Африки в порт Дакару. Тут він узявся за намив території для майданчику фабрикування кесонів, необхідного для проекту розробки гігантського газового родовища Велике Тортуа – Ахмейім (розташоване по обидва боки морського кордону між Сенегалом та Мавританією). Отримана з родовища продукція живитиме завод із зрідження природного газу.